# Richard Soparnot
Richard Soparnot, né le 6 février 1970, est un professeur de management stratégique  et de stratégie d'entreprise et auteur de six livres.
Il professe en particulier à l'Université des sciences et technologies de la Chine de l'Est, Shanghai, et à l'Université Lehigh, Bethlehem  (Pennsylvanie).
Il a été directeur de l'ESC d'Amiens.
Il est Directeur Général de l'ESC Clermont depuis le 1er septembre 2022.

### Articles
- Richard Soparnot, S. Codo. « Le stress des managers intermédiaires territoriaux : le rôle de l’engagement au travail. Revue de gestion des ressources humaines, n°85,  2012.
- Richard Soparnot, D. Chabault,  A. Hulin. « Talent Management in Clusters ». Organizational Dynamics, Vol.41, n°4, 2012.
- Richard Soparnot, « The concept of organizational change capacity ». Journal of Organizational Change Management, Vol. 24, n°5,  2011.
- Richard Soparnot, A. Vas. « La perception des attributs du changement : une approche dynamique de la résistance ». Economie et Sociétés,  n°21, Avril 2011.
- Richard Soparnot, L. Renard. « Les vertus de l’innovation stratégique subie : le cas de Transat face à l’arrivée des agences de voyages en ligne». Economie et Sociétés, n°21, Avril 2011.
- Richard Soparnot, Olivier Meier, A. Missonier. « The evolution of the governance model in instances of highly innovative strategic mergers ». Corporate Gouvernance, Vol.11, n°3, 2011.